# Canala
Canala és un municipi francès, situat a la col·lectivitat d'ultramar de Nova Caledònia. El 2009 tenia 3.341 habitants.

## Evolució demogràfica
| Població de Canala (1956-2009) | Població de Canala (1956-2009) | Població de Canala (1956-2009) | Població de Canala (1956-2009) | Població de Canala (1956-2009) | Població de Canala (1956-2009) | Població de Canala (1956-2009) | Població de Canala (1956-2009) | Població de Canala (1956-2009) | Població de Canala (1956-2009) |
| ------------------------------ | ------------------------------ | ------------------------------ | ------------------------------ | ------------------------------ | ------------------------------ | ------------------------------ | ------------------------------ | ------------------------------ | ------------------------------ |
| Població                       | 1.939                          | 2.133                          | 2.451                          | 2.675                          | 2.646                          | 2.732                          | 3.374                          | 3.512                          | 3.341                          |
| Any                            | 1956                           | 1963                           | 1969                           | 1976                           | 1983                           | 1989                           | 1996                           | 2004                           | 2009                           |

## Composició ètnica
- Europeus 2,6%
- Canacs 96,1%
- Polinèsics 0,6%
- Altres, 0,7%

## Història
Canala va ser anomenada originalment Napoléonville, i Tardy de Montravel, seduït per la importància econòmica i el seu potencial, volia fer-la capital de Nova Caledònia.
A començament dels anys 1980, Canala ha tingut un paper important en els esdeveniments realitzats per Éloi Machoro. La ciutat era llavors un bastió separatista formidable. Avui en dia, és una vila lligada a l'activitat del níquel.

## Administració
| Període   | Identitat        | Partit                       |
| --------- | ---------------- | ---------------------------- |
| 1967-1978 | Émile Nechero    | UC                           |
| 1978-1989 | Maxime Karembeu  | UC, després FI-UC i FLNKS-UC |
| 1989-1995 | Léopold Jorédié  | FLNKS-UC                     |
| 1995-2001 | Gustave Kataoui  | Entesa comunal               |
| 2001-     | Gilbert Tyuienon | FLNKS-UC                     |